# Pir (epirski kralj)
Pir (319. pr. Kr. – Arg, 272. pr. Kr.), epirski kralj i pisac. Vladao je 306. pr. Kr. – 301. pr. Kr. i 297. pr. Kr. – 272. pr. Kr. Jedan od najčuvenijih vojskovođa antičkog doba Pir je poznat po brojnim vojnim pohodima u Italiji i Makedoniji ali i po frazi Pirova pobjeda. Naslijedio ga je sin Aleksandar II. Epirski.
Pir je postao kralj već u 12. godini. Tijekom borbi dijadoha isprva ratuje na strani Demetrija I. Poliorketa. Neko je vrijeme bio talac Ptolemeja I. Sotera, vladara Egipta, ali je zadobio njegovo povjerenje pa je 297. pr. Kr. ponovo došao na prijestolje Epira. Stalne ratove Demetrija, Lizimaha i Ptolemeja, Pir je iskoristio za proširenje granica vlastitoga kraljevstva. Godine 288. pr. Kr. okrenuo se protiv Demetrija, oslobodio Atenu Demetrijeve opsade i zavladao velikim dijelom Makedonije. Godine 284. pr. Kr. morao se povući iz Makedonije zbog sukoba s Lizimahom.
Godine 281. pr. Kr. grad Taranto na jugu Italije, koji je ratovao s Rimom, zatražio je pomoć od Pira. Rimljani su već zavladali srednjom Italijom i bili velika vojna sila. Pir je pristao, pod uvjetom da se sva vojska u gradu stavi pod njegovu vlast. Pir je najprije sklopio savez s Ptolemejem Keraunom a zatim krenuo u Italiju s vojskom od 23.000 pješaka, 3000 konjanika i 20 slonova. Slonove Rimljani nisu poznavali. Prvi sudar s Rimljanima bila je bitka kod Herakleje, 280. pr. Kr. Pir je pobijedio zahvaljujući konjici i slonovima. Rimljani su, međutim odbili ponuđeni mir pa se pohod nastavio. Sljedeći sukob s Rimljanima bila je bitka kod Askula, 279. pr. Kr. Pir je ponovno pobijedio, ali uz puno veće gubitke. Rimljani su uporno odbijali Pirove mirovne prijedloge.
Godine 278. pr. Kr. Pir je dobio dvije ponude. Prva je bila od Makedonaca, koji su tada ratovali s Keltima, da postane makedonski kralj. Druga ponuda je bila da pomogne Grcima na Siciliji u ratu s Kartagom. Pir se odlučio za Siciliju. Izgradivši veliku ratnu flotu pobijedio je Kartažane na moru. Godine 277. pr. Kr. osvojio je snažnu kartažansku utvrdu Eryx. Nakon toga predali su mu se i ostali gradovi na Siciliji. Međutim, njegovo autokratsko vladanje izazvalo je pobunu sicilskih Grka pa se Pir vratio u Italiju. U bitci kod Beneventa, 275. pr. Kr. Rimljani su nanijeli poraz Piru. Bitka je, zapravo, taktički završila neodlučno jer su obje strane imale gubitke veće od 6000 mrtvih, ali je Pir bio prisiljen napustiti Italiju. Rimljani su zauzeli Taranto 272. pr. Kr.
Vrativši se u Makedoniju krenuo je s vojskom 274. pr. Kr. protiv makedonskog kralja Antigona II. Gonate. Antigon II. se povukao u Solun, a Pir je zasjeo na makedonsko prijestolje. Godine 272. pr. Kr. krenuo je s vojskom na Spartu. Želeći osvojiti Peloponez, poginuo je kod Arga u bitci protiv udruženih snaga Antigona II. i Sparte.